# Пролетарський (Калузька область)
Пролетарський (рос. Пролетарский) — селище в Жиздринському районі Калузької області Російської Федерації.
Населення становить 7 осіб. Входить до складу муніципального утворення Село Огорь.

## Історія
Від 2004 року входить до складу муніципального утворення Село Огорь

## Населення
| 2002 | 2010 |
| ---- | ---- |
| 15   | ↘7   |